# Prabé
Prabé är en bergstopp i Schweiz.   Den ligger i distriktet Sion och kantonen Valais, i den sydvästra delen av landet, 70 km söder om huvudstaden Bern. Toppen på Prabé är 2 042 meter över havet, eller 14 meter över den omgivande terrängen. Bredden vid basen är 0,09 km.
Terrängen runt Prabé är mycket bergig. Närmaste större samhälle är Sion, 6,2 km söder om Prabé. 
I omgivningarna runt Prabé växer i huvudsak blandskog. Runt Prabé är det tätbefolkat, med 709 invånare per kvadratkilometer.